# Geġark’ownik’
Geġark’ownik’ (in armeno Գեղարքունիք?; ) è una provincia dell'Armenia di circa 239 600 abitanti (2007) che ha come capoluogo Gavar. La provincia mette insieme i precedenti distretti di Kamo, Krasnoselsk, Martuni, Sevan e Vardenis.
Gegharkunik confina a nord con la provincia di Tavush, a est con l'Azerbaigian, a sud con la provincia di Vayots Dzor e a ovest con le province di Ararat e di Kotayk.

## Geografia antropica

### Suddivisioni amministrative
La provincia è suddivisa in 92 comuni, dei quali 5 sono considerate città:
- Gavar
- Chambarak
- Martuni
- Sevan
- Vardenis
- Aghberk
- Akhpradzor
- Akunk
- Antaramech
- Areguni
- Arpunk
- Artanish
- Artsvanist
- Artsvashen
- Astghadzor
- Avazan
- Aygut
- Ayrk
- Azat
- Berdkunq
- Chkalovka
- Daranak
- Ddmashen
- Djaghatsadzor
- Dprabak
- Drakhtic
- Dzoragyugh
- Dzoravanq
- Gandzak
- Geghakar
- Geghamak

- Geghamasar
- Geghamavan
- Gegharkunik (comune)
- Geghhovit
- Getik
- Gill
- Hayravanq
- Kakhakn
- Kalavan
- Karchaghbyur
- Karmirgyugh
- Khachaghbyur
- Kut
- Kutakan
- Lanjaghbyur
- Lchap
- Lchashen
- Lichk
- Lusakunq
- Madina
- Makenis
- Martuni
- Mets Masrik
- Nerkin Getashen
- Nerkin Shorzha
- Norabak
- Norakert
- Norashen
- Noratus
- Pambak
- Pokr Masrik

- Sarukhan
- Semyonovka
- Shatjrek
- Shatvan
- Shorzha
- Shovasar
- Sork
- Torfavan
- Tretuk
- Tsaghkashen
- Tsaghkunk
- Tsakqar
- Tsapatagh
- Tsovagyugh
- Tsovak
- Tsovazard
- Tsovinar
- Ttujur
- Vaghashen
- Vahan
- Vanevan
- Vardadzor
- Vardenik
- Varser
- Verin Getashen
- Verin Shorzha
- Yeranus
- Zolakar
- Zovaber